# Autcraft
是一个《我的世界》服务器，致力于成为患有神经多样性或自闭症的儿童的避风港。

## 历史
成立于2013年，是第一个为神经多样性而创建的我的世界服务器。它由加拿大蒂明斯的网页开发者创建，他的儿子被诊断出患有自闭症，他在游戏中被称为「自闭症之父」。 的创建是为了让这些孩子可以与其他人一起玩他们最喜爱的游戏，而不会遭到欺凌和歧视。 由有或没有神经多样性的成年人和他们的朋友和家人管理。在2017年五月，服务器有8,000个不同的玩家。
当被问到关于这个服务器时，说，“我们只是让他们知道他们不孤单……我们在这里，为了彼此，只要需要，我们就会互相支持……我们都知道有时候感觉有多糟糕，我们都不希望其他人有同样的感觉。“